# Supercell (Spieleentwickler)
Supercell ist eine finnische Spieleentwicklerfirma, die in Helsinki, Finnland liegt. Mit ihrer Gründung am 14. Mai 2010 erschien im Jahr 2011 ihr erstes Browser-Spiel „Gunshine.net“, nach welchem die Firma begann, Handyspiele zu entwickeln. Seitdem hat die Firma sieben vollständige Spiele veröffentlicht: Hay Day, Clash of Clans, Boom Beach, Clash Royale, Brawl Stars, Squad Busters und mo.co die auf dem Free-to-play-Geschäftsmodell basieren. Allein die ersten beiden Spiele brachten der Firma einen täglichen Umsatz von 2,4 Millionen Dollar im Jahr 2013, gefolgt von vielen weiteren Erfolgen in den kommenden Jahren.
Als Resultat des rapiden Wachstums eröffnete Supercell weitere Büros in Tokio, Shanghai, San Francisco und Seoul. Im Jahr 2016 wurde die Firma von dem chinesischen Konglomerat Tencent Holdings aufgekauft, welches 81,4 % der Firma im Wert von 10,2 Milliarden US-Dollar besitzt.

## Unternehmen

### Geschäftsmodell
Supercell fokussiert sich auf das Programmieren von Free-to-play-Spielen, welche Einnahmen durch In-Game-Mikrotransaktionen generieren. Das Ziel des Unternehmens ist es, Spiele zu entwickeln, die über Jahre hinweg beliebt bleiben. Der Fokus liege nach eigener Aussage nicht auf großem Umsatz, sie würden nach dem Prinzip „Gestalte etwas Großartiges, etwas, was die Menschen lieben“ arbeiten. Die Spiele-Entwicklung beginnt bei einer kleinen Gruppe von fünf bis sieben Leuten, welche ein Spielkonzept ausarbeiten, und einer Besprechung mit dem Supercell-CEO
Ilkka Paananen. Das Team setzt anschließend die Idee in ein Spiel um. Darauf folgt ein Testlauf mit einer Veröffentlichung des Spiels im kanadischen iTunes App-Store, was im Fall positiver Rezeption zur globalen Veröffentlichung führt. Supercell hat laut eigenen Angaben im Laufe der Zeit über 30 Spiele abgesetzt, weil sie nicht erfolgversprechend schienen.

## Geschichte
Supercell begann im Jahr 2011, Spiele zu entwickeln. In diesem Jahr investierte Accel Partners zwölf Millionen US-Dollar in Supercell.
Im Oktober 2013 wurde bekannt, dass die japanischen Firmen SoftBank und GungHo Online Entertainment 51 Prozent der Firmenanteile für geschätzte 1,5 Milliarden US-Dollar erworben hatten. Im Juni 2015 gab SoftBank bekannt, dass weitere 22,7 Prozent der Anteile an Supercell von externen Anteilseignern erworben wurden. SoftBank hält zu diesem Zeitpunkt 73,2 Prozent der Anteile und ist einziger externer Anteilseigner.
Im Juni 2016 kaufte das chinesische Unternehmen Tencent 84,3 Prozent der Anteile an Supercell für 8,6 Milliarden US-Dollar: Dieser Kauf beinhaltet auch die Firmenanteile, die bis dahin im Besitz von SoftBank waren.

## Veröffentlichungen
| Titel                                  | Jahr | Verfügbarkeit                         | Infos |
| -------------------------------------- | ---- | ------------------------------------- | --- |
| Gunshine.net (später Zombies Online)   | 2011 | Rotes X oder Kreuzchensymbol für nein | Das erste Spiel, das Supercell veröffentlichte, war das Browserspiel Gunshine.net. Das Spiel verschwand jedoch aufgrund der geringen Verkaufszahlen sehr bald wieder von der Bildfläche, wobei es bis zur Einstellung überwiegend positive Nutzerkritiken hatte. Die Server wurden am 30.11.2012 abgeschaltet. Es war das einzige Supercell-Spiel, das nicht für Mobilgeräte entwickelt wurde.                               |
| Pets vs Orcs                           | 2012 | Rotes X oder Kreuzchensymbol für nein | Pets vs Orcs war Supercells erstes Handyspiel. Es war nur ca. einen Monat lang im Jahr 2012 erhältlich. |
| Battle Buddies                         | 2012 | Rotes X oder Kreuzchensymbol für nein | Supercells zweites Handyspiel, Battle Buddies, ist ebenfalls nicht mehr verfügbar. |
| Hay Day                                | 2012 | Grünes Häkchensymbol für ja           | Die Farmsimulation Hay Day ist Supercells erstes Spiel, das heute noch verfügbar ist. |
| Clash of Clans                         | 2012 | Grünes Häkchensymbol für ja           | Gemeinsam mit Hay Day entwickelte sich das Aufbauspiel Clash of Clans zu einem großen kommerziellen Erfolg für Supercell. Laut Berichten brachten die beiden Spiele der Firma im Jahr 2013 zusammen über 890 Millionen US-Dollar ein. |
| Boom Beach                             | 2014 | Grünes Häkchensymbol für ja           | Am 26. März 2014 hat Supercell Boom Beach veröffentlicht, dessen Spielprinzip in Teilen auf Clash of Clans aufbaut. |
| Spooky Pop                             | 2014 | Rotes X oder Kreuzchensymbol für nein | Spooky Pop wurde am 2. Dezember 2014 gesoftlaunched, aber aufgrund des mangelnden Erfolgs wurde es bereits am 10. März 2015 wieder eingestellt. |
| Smash Land                             | 2015 | Rotes X oder Kreuzchensymbol für nein | Im April 2015 wurde zunächst in Kanada und später auch in Australien das nächste Spiel Smash Land veröffentlicht, dessen Entwicklung allerdings bereits Anfang Juli 2015 ebenfalls eingestellt wurde. |
| Clash Royale                           | 2016 | Grünes Häkchensymbol für ja           | Anfang Januar 2016 wurde das Strategiespiel Clash Royale auf der iOS-Plattform in ausgewählten Ländern veröffentlicht. Viele der Charaktere waren bereits aus Clash of Clans bekannt. Am 16. Februar wurde Clash Royale auch für die Android-Plattform in ausgewählten Ländern veröffentlicht. Im März 2016 wurde Clash Royale für iOS und Android auf der ganzen Welt veröffentlicht.                                       |
| Brawl Stars                            | 2018 | Grünes Häkchensymbol für ja           | 2017 erschien das Echtzeit-Strategiespiel Brawl Stars zunächst für iOS, jedoch nur in ausgewählten Ländern. Im Dezember 2018 wurde das Spiel für iOS und Android weltweit veröffentlicht. |
| Rush Wars                              | 2019 | Rotes X oder Kreuzchensymbol für nein | Am 26. August 2019 wurde die Beta-Version des Spiels Rush Wars veröffentlicht. Das Spiel wird seit dem 30. November 2019 von Supercell nicht weiter angeboten, weil die Ergebnisse aus dem Beta-Test nicht zufriedenstellend waren. |
| Hay Day Pop                            | 2020 | Rotes X oder Kreuzchensymbol für nein | Im März 2020 veröffentlichte Supercell Hay Day Pop im Soft Launch. Allerdings wurde es bereits im November 2020 geschlossen, weil es nicht die Erwartungen an ein Supercell-Spiel erfüllte. |
| Clash Quest                            | 2021 | Rotes X oder Kreuzchensymbol für nein | Am 2. April 2021 hat Supercell drei neue Spiele im Clash-Universum angekündigt, darunter Clash Quest. Am 6. April 2021 wurde Clash Quest als Beta in ausgewählten Ländern verfügbar gemacht. Am 17. August 2022 wurde angekündigt, dass die Entwicklung des Spiels eingestellt wurde und die Server Ende September 2022 abgeschaltet werden.                                                                                 |
| Clash Mini                             | 2021 | Rotes X oder Kreuzchensymbol für nein | Am 2. April 2021 hat Supercell drei neue Spiele im Clash-Universum angekündigt, darunter Clash Mini. Ab 8. November 2021 war eine Beta-Version des Spiels in ausgewählten Ländern verfügbar. Ende April 2024 wurden die Server des Spiels heruntergefahren. Ein ähnlicher Spielmodus namens Merge Tactics ist seit Sommer 2025 in Clash Royale integriert.                                                                   |
| Everdale                               | 2021 | Rotes X oder Kreuzchensymbol für nein | Everdale war seit dem 23. August 2021 als Soft-Launch Beta für das iOS- und Android-System erhältlich. Am 3. Oktober 2022 kündigte das Entwicklerteam an, dass das Spiel zum 31. Oktober 2022 eingestellt werde. Am 26. Januar 2023 gab Supercell allerdings bekannt, dass sie das Eigentum an dem Spiel an MetaCore übertragen werden, das sich in Zukunft um die Produktion und Veröffentlichung kümmern wird.             |
| Boom Beach: Frontlines                 | 2022 | Rotes X oder Kreuzchensymbol für nein | Boom Beach Frontlines sollte ein zweites Spiel im Boom Beach Universum werden. Entwickelt von Space Ape Games hatte es den Soft Launch in Kanada am 19. Oktober 2021. Die Entwicklung wurde am 30. November 2022 eingestellt, mit einer Serverabschaltung am 16. Januar 2023. |
| Squad Busters                          | 2023 | Grünes Häkchensymbol für ja           | Squad Busters wurde am 31. Januar 2023 angekündigt. Es war in einer geschlossenen Test Beta vom 6. bis 16. Februar 2023 sowie vom 22. bis 29. Mai 2023 spielbar. Am 23. April 2024 ging es in einen Soft Launch in ausgewählten Ländern. Seit dem 29. Mai 2024 ist das Spiel global spielbar. Squad Busters bringt erstmals Charaktere aus den vier Supercell-Universen Hay Day, Clash, Boom Beach und Brawl Stars zusammen. |
| mo.co                                  | 2025 | Grünes Häkchensymbol für ja           | |
| Project R.I.S.E. (vorher Clash Heroes) | –    | noch unveröffentlicht                 | Am 2. April 2021 hat Supercell drei neue Spiele im Clash-Universum angekündigt, darunter Clash Heroes. 2024 wurde angekündigt dass das Einzelspielerspiel Clash Heroes ebenfalls aufgegeben wurde, jedoch durch das neue Spiel Project R.I.S.E. ersetzt wurde das sich mehr auf Multiplayer fokussiert. |